# U Жирафа
U Жирафа (лат. U Camelopardalis) — полуправильная переменная звезда в созвездии Жирафа. По данным космического телескопа Gaia, расстояние до звезды составляет чуть более 600 парсеков Видимая звёздная величина превышает 6-ю звёздную величину, вследствие чего звезда не видна невооружённым глазом.
Звезда U Жирафа относится к спектральному классу C-N5, это классическая углеродная звезда со спектром, похожим на спектры звёзд спектральных классов K или раннего M. Показатель C2 равен 5,5, что характерно для звезды C-N Другие источники относят звезду к спектральному классу MS4, звезда по своим характеристикам похожа на звёзды класса M4, но обладает повышенным содержанием ZrO. Спектральный класс может меняться от C3,9 до C6,4e.
U Жирафа является углеродной звездой. Звёзды такого типа обладают более высоким содержанием углерода в атмосфере по сравнению с кислородом, при этом образуются соединения углерода, придающие звезде красный цвет. Светимость U Жирафа примерно на 4 звёздные величины слабее в синих лучах по сравнению с центром видимого диапазона. В инфракрасном диапазоне в полосе K видимая звёздная величина составляет 0,46. Блеск звезды меняется без какого-то главного периода, звезду относят к категории полуправильных переменных звёзд, хотя в одном из исследований упоминается период 400 дней. В полосе V блеск меняется примерно на половину звёздной величины, в синих волнах амплитуда составляет около 2 звёздных величин.
Звезда окружена газовой оболочкой, расширяющейся со скоростью 23 км/с. Её возраст примерно 150 лет, вероятно, она возникла в результате вспышки гелиевой оболочки.
К северу от U Cam, на расстоянии 200 угловых секунд, находится звезда BD+62°594. Измерения углового расстояния и позиционного угла уже были опубликованы в 1884 году Робертом С. Боллом. Различие лучевых скоростей исключает гипотезу о том, что две звезды образуют гравитационно-связанную систему. Предполагаемый компаньон имеет видимую звёздную величину 9,6 и принадлежит к спектральному классу B8V.